# Edmund Hansen
Edmund Carl Marius Møller Hansen (ur. 9 września 1900 w Odense, zm. 26 maja 1995 w Kopenhadze) – duński kolarz torowy, srebrny medalista olimpijski.

## Kariera
Największy sukces w karierze Edmund Hansen osiągnął w 1924 roku, kiedy wspólnie z Willym Falckiem Hansenem zdobył srebrny medal w wyścigu tandemów podczas igrzysk olimpijskich w Paryżu. Był to jedyny medal wywalczony przez Hansena na międzynarodowej imprezie tej rangi. Na tych samych igrzyskach razem z kolegami z reprezentacji zajął szóste miejsce w drużynowym wyścigu na dochodzenie. Wystartował także w wyścigu na 50 km, ale nie zajął miejsca w czołówce. W latach 1924 i 1925 zdobywał mistrzostwo Danii w sprincie amatorów, w 1924 roku zwyciężył również w Grand prix Kopenhagi. Ponadto w 1923 roku zdobył złoty medal w wyścigu na 10 km podczas mistrzostw krajów nordyckich, a rok później, na kolejnej imprezie tego cyklu, zwyciężył na dystansach 1 oraz 10 km. Nigdy nie zdobył medalu na torowych mistrzostwach świata.